# Sapporo Dome
De Sapporo Dome (札幌ドーム, Sapporo Dōmu) is een stadion in de Japanse stad Sapporo. Het stadion biedt plaats aan 53.845 bezoekers en wordt gebruikt voor voetbal en honkbal. Het is de thuisbasis van het honkbalteam de Hokkaido Nippon-Ham Fighters en van de voetbalclub Consadole Sapporo . Er komen ook regelmatig buitenlandse honkbalteams. Andere evenementen die er gehouden worden zijn muziekconcerten. Het elliptische dak wordt omhoog gehouden door een constante luchtstroom die op hoge druk gebracht is. Het gebouw werd geopend op 3 juni 2001.

## WK interlands
| №  | Datum       | Wedstrijd                 | Uitslag | Competitie | Toeschouwers |
| -- | ----------- | ------------------------- | ------- | ---------- | ------------ |
| 1. | 1 juni 2002 | Duitsland – Saoedi-Arabië | 8 – 0   | WK 2002    | 32.218       |
| 2. | 3 juni 2002 | Italië – Ecuador          | 2 - 0   | WK 2002    | 31.081       |
| 3. | 7 juni 2002 | Argentinië – Engeland     | 0 – 1   | WK 2002    | 35.927       |